# Poa gilgiana
Poa gilgiana là một loài cỏ trong họ hòa thảo, thuộc chi poa.